# Olympische Sommerspiele 1972/Leichtathletik – 4 × 400 m (Männer)
Die 4-mal-400-Meter-Staffel der Männer bei den Olympischen Spielen 1972 in München wurde am 9. und 10. September 1972 im Olympiastadion München ausgetragen. In 21 Staffeln nahmen 84 Athleten an dem Wettkampf teil.
Den Olympiasieg erzielte die Staffel Kenias in der Besetzung Charles Asati, Munyoro Nyamau, Robert Ouko und Julius Sang.
Silber gewann Großbritannien mit Martin Reynolds, Alan Pascoe, David Hemery und David Jenkins,
Bronze ging an Frankreich (Gilles Bertould, Roger Velasquez, Francis Kerbiriou, Jacques Carette).
Die Staffel der Bundesrepublik Deutschland – offiziell Deutschland – konnte sich für das Finale qualifizieren und belegte dort Rang vier.
Staffeln aus der DDR, der Schweiz, Österreich und Liechtenstein nahmen nicht teil.

## Bestehende Rekorde
| Weltrekord         | 2:56,16 min | USA (Vince Matthews, Ron Freeman, Larry James, Lee Evans) | Finale OS Mexiko-Stadt, Mexiko | 20. Oktober 1968 |
| Olympischer Rekord | 2:56,16 min | USA (Vince Matthews, Ron Freeman, Larry James, Lee Evans) | Finale OS Mexiko-Stadt, Mexiko | 20. Oktober 1968 |

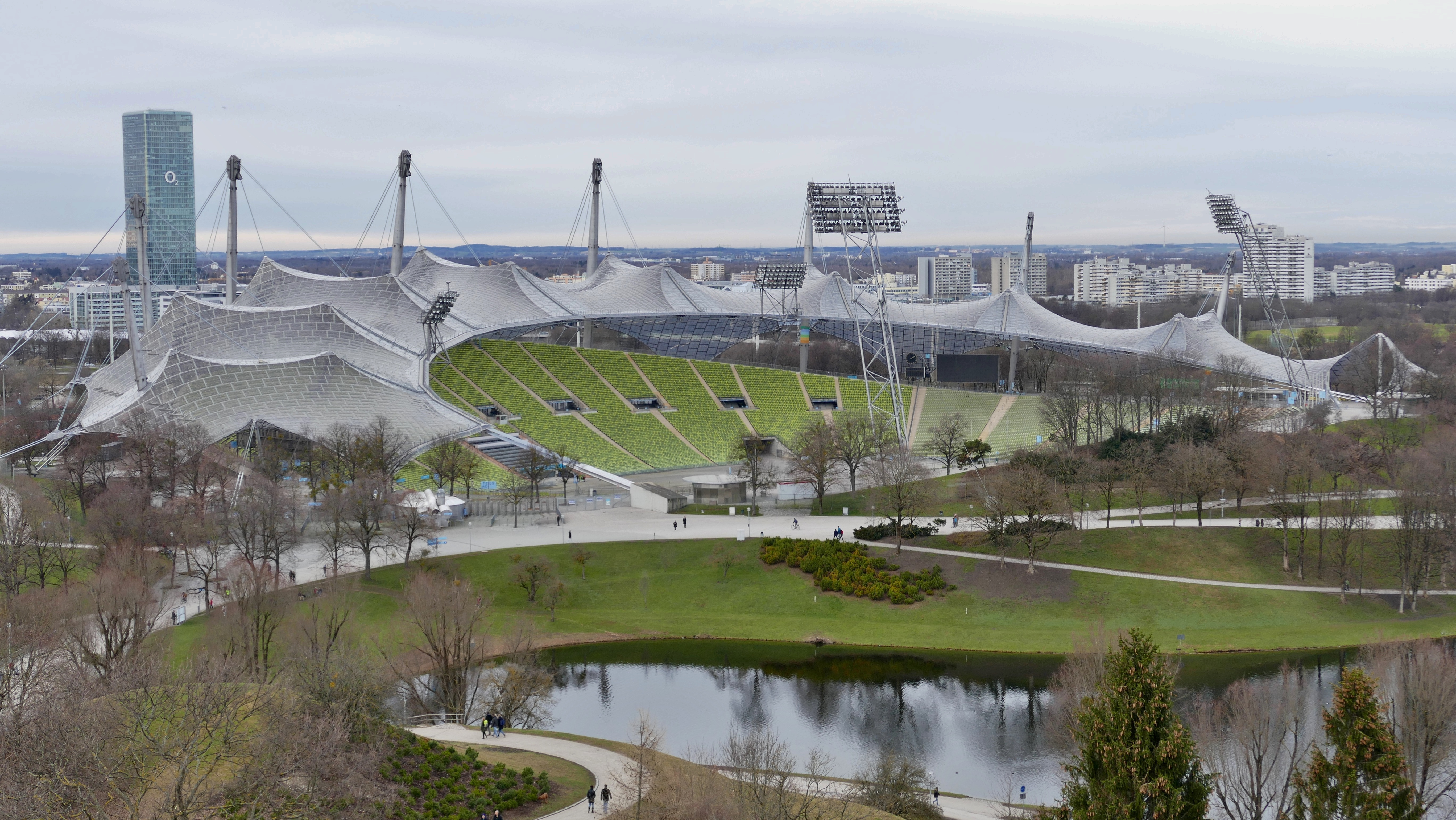
Blick vom Olympiaberg auf das Olympiastadion

Der bestehende olympische Rekord, gleichzeitig Weltrekord, wurde bei diesen Spielen nicht erreicht. Im schnellsten Rennen, dem Finale, verfehlte das siegreiche Team aus Kenia den Rekord um 3,67 Sekunden.

## Durchführung des Wettbewerbs
Die Staffeln absolvierten am 9. September drei Vorläufe, in denen sich die jeweils zwei besten Teams – hellblau unterlegt – sowie die nachfolgend zwei zeitschnellsten Mannschaften – hellgrün unterlegt – für das Finale am 10. September qualifizierten.

## Zeitplan
9. September, 15:45 Uhr: Vorläufe

10. September, 16:10 Uhr: Finale

## Vorrunde
Datum: 9. September 1972, ab 15:45 Uhr

### Vorlauf 1
| Platz | Staffel        | Besetzung                                                  | Zeit        |
| ----- | -------------- | ---------------------------------------------------------- | ----------- |
| 1     | Großbritannien | Martin Reynolds Alan Pascoe David Hemery David Jenkins     | 3:01,26 min |
| 2     | Kenia          | Charles Asati Munyoro Nyamau Robert Ouko Julius Sang       | 3:01,27 min |
| 3     | Schweden       | Erik Carlgren Kenth Öhman Ulf Rönner Anders Faager         | 3:03,05 min |
| 4     | Kanada         | Ian Gordon Brian MacLaren Craig Blackman Tony Powell       | 3:04,22 min |
| 5     | Jugoslawien    | Miro Kocuvan Laszlo Ubori Josip Alebić Milorad Čikić       | 3:05,70 min |
| 6     | Marokko        | Omar Ghizlat Omar Chokhmane Salah Fettouh Mohamed Bouboud  | 3:05,92 min |
| 7     | Portugal       | Fernando Silva Alberto Matos José Carvalho Fernando Mamede | 3:10,00 min |

Die für diesen Lauf gemeldete Staffel der USA konnte mangels startberechtigter Athleten nicht teilnehmen. Vince Matthews und Wayne Collett, Gold- und Silbermedaillengewinner im 400-Meter-Einzelrennen, waren wegen ihres Verhaltens während der Siegerehrung vom IOC gesperrt worden. An ihrer Stelle wurden Maurice Peoples und Tommy Turner benannt, die neben John Smith und Lee Evans laufen sollten. Smith hatte sich jedoch während des Einzelwettkampfes eine Sehnenverletzung zugezogen und konnte nicht starten. So standen der USA nur noch drei Läufer für den Einsatz in der Staffel zur Verfügung. Nachmeldungen waren nach den Regularien nicht möglich mit der Folge, dass die Vereinigten Staaten hier nicht teilnehmen konnten.

### Vorlauf 2
| Platz | Staffel             | Besetzung                                                                        | Zeit        |
| ----- | ------------------- | -------------------------------------------------------------------------------- | ----------- |
| 1     | BR Deutschland      | Bernd Herrmann Horst-Rüdiger Schlöske Hermann Köhler Karl Honz                   | 3:03,27 min |
| 2     | Trinidad und Tobago | Edwin Roberts Charles Joseph Arthur Cooper Pat Marshall                          | 3:03,48 min |
| 3     | Nigeria             | Musa Dogon Yaro Bruce Ijirighwo Mamman Makama Robert Ojo                         | 3:04,31 min |
| 4     | Äthiopien           | Tegegne Bezabeh Shoangizaw Worku Ketema Benti Mulugetta Tadesse                  | 3:08,59 min |
| 5     | Italien             | Daniele Giovanardi Giacomo Puosi Lorenzo Cellerino Sergio Bello                  | 3:09,7 min  |
| 6     | Tansania            | Hamad Ndee Obedi Mwanga Omari Abdallah Claver Kamanya                            | 3:10,1 min  |
| 7     | Senegal             | Omar Ba Abdou Mamadou Sow Samba Dièye Jean-Pierre Mango                          | 3:11,2 min  |
| 8     | Sudan               | Mohamed Musa Gadou Dafallah Sultan Farah Ibrahim Saad Abdel Galil Angelo Hussein | 3:14,5 min  |

### Vorlauf 3
| Platz | Staffel    | Besetzung                                                                           | Zeit        |
| ----- | ---------- | ----------------------------------------------------------------------------------- | ----------- |
| 1     | Polen      | Jan Werner Jan Balachowski Zbigniew Jaremski Andrzej Badeński                       | 3:02,52 min |
| 2     | Finnland   | Stig Lönnqvist Ari Salin Ossi Karttunen Markku Kukkoaho                             | 3:02,97 min |
| 3     | Frankreich | Gilles Bertould Roger Velasquez Francis Kerbiriou Jacques Carette                   | 3:03,13 min |
| 4     | Jamaika    | Leighton Priestley Kim Rowe Trevor Campbell Alfred Daley                            | 3:03,83 min |
| 5     | Venezuela  | Raúl Dome Félix Pérez José Jacinto Hidalgo Eric Phillips                            | 3:06,99 min |
| 6     | Malaysia   | Tambusamy Krishnan Sinnayah Sabapathy Mohamed Hassan bin Osman Baba Singhe Peyadesa | 3:13,51 min |
| DNS   | Pakistan   | Mohamad Younas Norman Brinkworth Muhammad Seediq Nusrat Iqbal                       |             |

## Finale
Datum: 10. September 1972, 16:10 Uhr
| Platz | Staffel             | Besetzung                                                         | Zeit        |
| ----- | ------------------- | ----------------------------------------------------------------- | ----------- |
| 1     | Kenia               | Charles Asati Munyoro Nyamau Robert Ouko Julius Sang              | 2:59,83 min |
| 2     | Großbritannien      | Martin Reynolds Alan Pascoe David Hemery David Jenkins            | 3:00,46 min |
| 3     | Frankreich          | Gilles Bertould Roger Velasquez Francis Kerbiriou Jacques Carette | 3:00,65 min |
| 4     | BR Deutschland      | Bernd Herrmann Horst-Rüdiger Schlöske Hermann Köhler Karl Honz    | 3:00,88 min |
| 5     | Polen               | Jan Werner Jan Balachowski Zbigniew Jaremski Andrzej Badeński     | 3:01,05 min |
| 6     | Finnland            | Stig Lönnqvist Ari Salin Ossi Karttunen Markku Kukkoaho           | 3:01,12 min |
| 7     | Schweden            | Erik Carlgren Anders Faager Kenth Öhman Ulf Rönner                | 3:02,57 min |
| 8     | Trinidad und Tobago | Arthur Cooper Pat Marshall Charles Joseph Edwin Roberts           | 3:03,58 min |

Nachdem die US-Staffel an diesem Wettbewerb nicht teilnehmen konnte, gab es für das Finale keinen ausgemachten Favoriten. Nach den Eindrücken aus dem 400-Meter-Einzelrennen und den Staffelvorläufen bildeten v. a. Kenia, Großbritannien, Deutschland, Trinidad und Tobago sowie Polen den Kreis der Medaillenanwärter.
Im gesamten Rennablauf ging es äußerst eng und spannend zu. Sechs Teams konnten sich vor dem letzten Wechsel nur durch knappe Abstände voneinander getrennt noch Medaillenhoffnungen machen. Hermann Köhler hatte die deutsche Staffel in Führung gebracht und wechselte als Erster auf Karl Honz. Dahinter übernahm Andrzej Badeński für Polen den Stab, Kenia und Großbritannien, jetzt mit Europameister David Jenkins, lagen fast gleichauf. Kenias Schlussläufer Julius Sang konnte schließlich mit einer mit 43,5 Sekunden gestoppten Runde den Olympiasieg für seine Staffel sichern. Die Briten gewannen die Silbermedaille. Lange hatte Honz die Spitzenposition gehalten, baute aber auf der Zielgeraden ab und musste auch noch Frankreichs Schlussläufer Jacques Carette passieren lassen. Frankreich hatte nur über die Zeit das Finale erreicht und gewann nun mit 21 Hundertstelsekunden hinter den Briten Bronze. Die bundesdeutsche Staffel kam weitere 23 Hundertstelsekunden dahinter auf Platz vier ins Ziel. Zwischen Platz eins und acht lagen nur 3,75 Sekunden.
Die kenianische Staffel errang den ersten Olympiasieg in dieser Disziplin für ihr Land.

## Videolinks
- Munich 1972 [Men's 4 × 400m Relay Athletics (Amateur Footage)], youtube.com, abgerufen 29. September 2021
- ✘ Munich 1972 4 x 400m relay [Kenya (Amateur Footage)], youtube.com, abgerufen am 23. November 2017